# Lady Stardust
"Lady Stardust" es una canción escrita por el músico británico David Bowie, publicado en el álbum de 1972, The Rise and Fall of Ziggy Stardust and the Spiders from Mars. La canción es generalmente interpretada como una alusión al ícono del glam rock, Marc Bolan. La versión demo original de la canción tenía como título "He Was Alright (A Song for Marc)".

## Composición y grabación

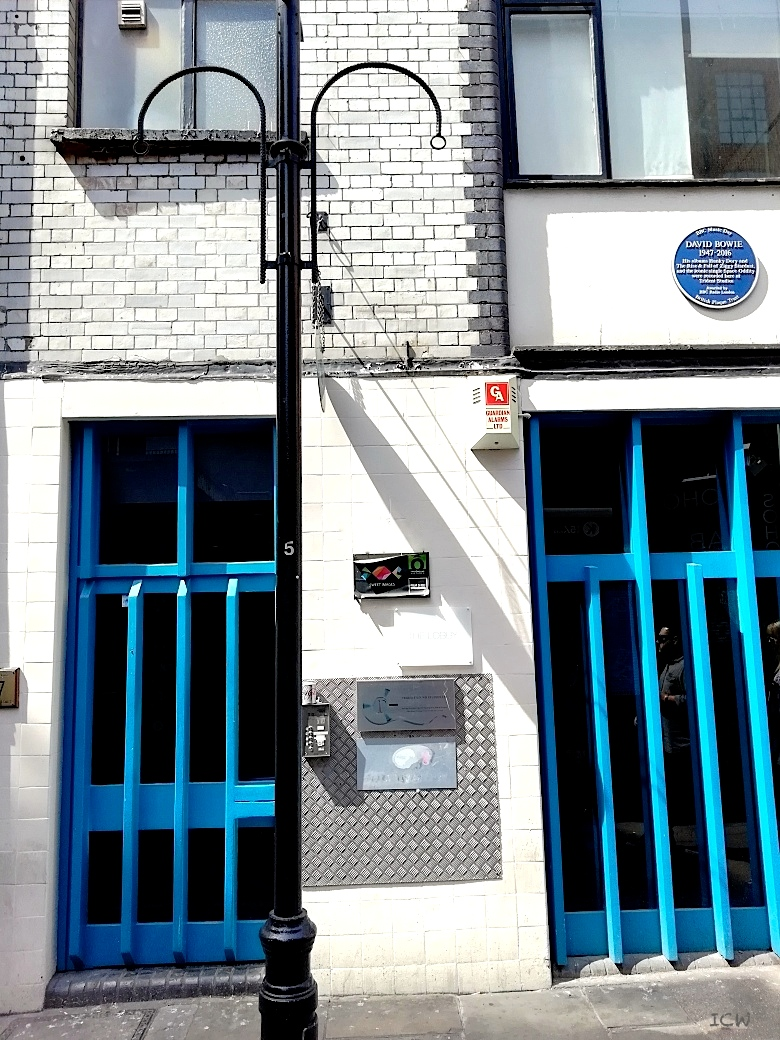
Los Trident Studios en 2018, donde el álbum fue grabado.

Bowie grabó "Lady Stardust" el 12 de febrero de 1971 en los Trident Studios en Londres para la inclusión en The Rise and Fall of Ziggy Stardust and the Spiders from Mars. Fue coproducido por Bowie y Ken Scott y grabado junto con la banda de soporte The Spiders from Mars, la cual consiste en Mick Ronson, Trevor Bolder y Mick Woodmansey. Durante esta sesión grabaron "Soul Love", "Moonage Daydream" y la regrabación de la canción "The Supermen" del álbum The Man Who Sold the World.

## Versiones en vivo
- Bowie tocó la canción en el programa de la BBC Sounds of the 70s con Bob Harris el 23 de mayo de 1972. Esta fue transmitida el 19 de junio de 1972 y publicada en el álbum de 2000, Bowie at the Beeb.[7]

## Otros lanzamientos
- La canción aparece en el álbum de 2020, ChangesNowBowie.[8]

## Créditos
Créditos adaptados desde las notas del álbum.
- David Bowie – voz principal, guitarra acústica
- Mick Ronson – piano, coros
- Trevor Bolder – bajo eléctrico
- Mick Woodmansey – batería